# جاگایر-آت
جاگایر-آت (به لاتین: Jagair-At) یک روستا در بنگلادش است که در استان باریسال و در ناحیه پیروج‌پور واقع شده است.